# Ninu Zammit
Anthony „Ninu“ Zammit (* 1952 in Żurrieq) ist ein maltesischer Politiker der Partit Nazzjonalista (PN), der unter anderem Mitglied des Repräsentantenhauses und mehrmals Minister war.

## Leben
Anthony „Ninu“ Zammit absolvierte zunächst ein grundständiges Studium am St. Aloysius College in Birkirkara und danach ein postgraduales Studium in den Fächern Architektur und Bauingenieurwesen an der Universität Malta. Bei der Parlamentswahl am 18. Dezember 1981 wurde er Kandidat der Nationalistischen Partei PN (Partit Nazzjonalista) im Wahlkreis 5 erstmals zum Mitglied des Repräsentantenhauses (Kamra Tad-Deputati) gewählt. 
Bei der darauf folgenden Parlamentswahl am 13. Mai 1987 erfolgte seine Wiederwahl zum Mitglied des Repräsentantenhauses. 
Während dieser Zeit war er zwischen dem 12. Mai 1987 und dem 3. Mai 1990 im Kabinett Fenech Adami I sowie vom 3. Mai 1990 bis zum 27. Februar 1992 im Kabinett Fenech Adami II Parlamentarischer Sekretär für Wasser und Energie (Parliamentary Secretary for Water and Energy). Bei der Parlamentswahl am 22. Februar 1992 wurde er im Wahlkreis 5 abermals zum Mitglied der Kamra Tad-Deputati und bekleidete zwischen dem 27. Februar 1992 und dem 28. Oktober 1996 wieder den Posten als Parlamentarischer Sekretär für Wasser und Energie im Kabinett Fenech Adami III. Auch bei der anschließenden Parlamentswahl am 26. Oktober 1996 erfolgte seine Wiederwahl zum Mitglied des Repräsentantenhauses im Wahlkreis 5, wobei die Nationalistische Partei dieses Mal nicht die Regierung stellen konnte.
Zammit wurde im Wahlkreis 5 für die Partit Nazzjonalista bei der Parlamentswahl am 5. September 1998 abermals zum Mitglied des Repräsentantenhauses gewählt. Am 8. September 1998 wurde er als Minister für Ernährung, Landwirtschaft und Fischerei (Minister for Agriculture and Fisheries) in das Kabinett Fenech Adami IV berufen und gehörte diesem bis zum 15. April 2003 an. Auch bei der Parlamentswahl am 14. April 2003 wurde er erneut zum Mitglied der Kamra Tad-Deputati wiedergewählt. Am 15. April 2003 übernahm er daraufhin im Kabinett Fenech Adami V den Posten als Minister für Ressourcen und Infrastruktur (Minister for Resources and Infrastructure) und behielt dieses bis zum 23. März 2004. Dieses Ministeramt behielt er zwischen dem 23. April 2004 und dem  12. März 2008 auch im darauf folgenden Kabinett Lawrence Gonzi I, das nach der Wahl von Premierminister Edward Fenech Adami zum Staatspräsidenten gebildet worden war.
Zuletzt wurde Ninu Zammit bei der Parlamentswahl am 12. März 2008 für die Partit Nazzjonalista noch einmal zum Mitglied des Repräsentantenhauses gewählt und gehörte dieser bis zum 7. Januar 2013 an. Er wurde allerdings nicht mehr in das Kabinett Lawrence Gonzi II berufen.
Aus seiner Ehe mit Margaret Zahra gingen drei Kinder hervor.